# Печенівський Григорій Максимович

Григорій Печенівський, березень 1956 року, Львів

Григорій Максимович Печенівський (5 січня 1929, с. Твердохлібово Богучарського району Воронезької області, Росія — 14 січня 1982, Львів, Україна) — український поет і перекладач польського походження, належить до покоління «шестидесятників».
Виріс і закінчив середню школу в селі Любитові Ковельського району Волинської області.
Закінчив філологічний факультет Львівського університету (1956), Вищу партійну школу при ЦК КПУ. Працював у редакціях журналів «Жовтень», «Ленінська молодь», газеті «Вільна Україна». Член Спілки письменників Української РСР.
У 1960-х роках працював секретарем Правління Західного наукового центру Академії наук УРСР.
Автор 15 поетичних збірок, зокрема таких як «Весняними стежками» (1955), «Пахощі рідного краю» (1957), «В бурхливе життя» (1959), «Доля моя ясна» (1962), «Сіємо добро» (1964), «На променях мрії» (1968) та ін.
1964 року в літературному записі Печенівського вийшла документальна повість партизанки-розвідниці Наталії Бойко-Кутської «Віч-на-віч». Написав також кілька оповідань і нарисів. Також йому належать художні переклади.
Автор поеми «Триста бранок як скло в Локачах полягло». Автор багатьох українських романсів та пісень.
Загинув 1982 року у Львові за нез'ясованих обставин. Похований на Янівському цвинтарі.